# روبر دبا
روبر دبا (فرانسوی: Robert Desbats‎; ۹ فوریهٔ ۱۹۲۲ – ۱۶ آوریل ۲۰۰۷) دوچرخه‌سوار اهل فرانسه بود.